# Tartarija
Tartarija (latinski: Tartaria) ili Velika Tartarija (latinski: Tartaria Magna) povijesna je regija u Aziji koje se prostirala od Kaspijskoga jezera i Urala do Tihoga oceana. Tartarija je hiperonim koji su koristili Europljani za područja Središnje, Sjeverne i Istočne Azije koje su bile nepoznate europskima zemljopiscima. Tartarija se prostirala Pontsko-kaspijskom stepom, Idel-Uralom, Kavkazom, Sibirom, Unutarnjom Azijom, Mongolijom i Mandžurijom.

## Zemljopis i povijest
Znanje o Mandžuriji, Mongoliji i Središnjoj Aziji bilo je ograničeno sve do 18. stoljeća. Čitavo to područje nazvano je „Tartarija”, a njeni stanovnici „Tartari”. U ranome novome vijeku kada dolazi do porasta znanja o zemljopisu Azije, Europljani su počeli dijeliti Tartariju na više dijelova: Sibir je postao Velika Tartarija ili Ruska Tartarija, Krimski Kanat Mala Tartarija, Mandžurija Kineska Tartarija, a zapadna Središnja Azija (prije postojanja Ruskoga Turkestana) Nezavisna Tartarija.
Mišljenja Europljana o ovome prostoru bila su često negativna te su se često odrazila na naslijeđe mongolskih osvajanja. Izraz je nastao nakon rasprostranjenoga razaranja koja su se širila s Mongolskim Carstvom. Dodavanjem dodatnoga „r” u „Tatar” sugeriralo je na Tartar, pakao u grčkoj mitologiji. U 18. stoljeću pisci koji su djelovali tijekom prosvjetiteljstva opisivali su Sibir ili Tartariju i njene stanovnike kao „barbare”. Te opise su povezivali s idejama civilizacije, divljaštva i rasizma.

### Pad upotrebe
Upotreba izraza „Tartarija” doživljava pad sve većim znanjem regije. Unatoč tome ovaj se izraz još dugo koristio u 19. stoljeću. Etnografske podatke koji su prikupili isusovci u Kini doveli su do zamjene izraza Kineska Tartarija s Mandžurijom u europljanskome zemljopisu u ranome 18. stoljeću. Istraživanja ovih prostora koja su vodili Jegor Kazimirovič Mejendorf i Alexander von Humboldt doveli su do rasta upotrebe izraza Središnja Azija u ranome 19. stoljeću te dodatnima izrazima, kao što su Unutarnja Azija i Sibir za azijski dio Rusko Carstvo. Do izraza Sibir za ovo područje došlo je zahvaljujući ruskima osvajanjima.
Do 20. stoljeća, izraz Tartarija za Sibir i Središnju Aziju više nije bio u upotrebi. Unatoč tome izraz se nalazi u imenu knjige News from Tartary Petera Fleminga, starijega brata Iana Fleminga. U knjizi opisuje svoja putovanja po Središnjoj Aziji.